# Ciudad Perdida (campo hidrotermal)

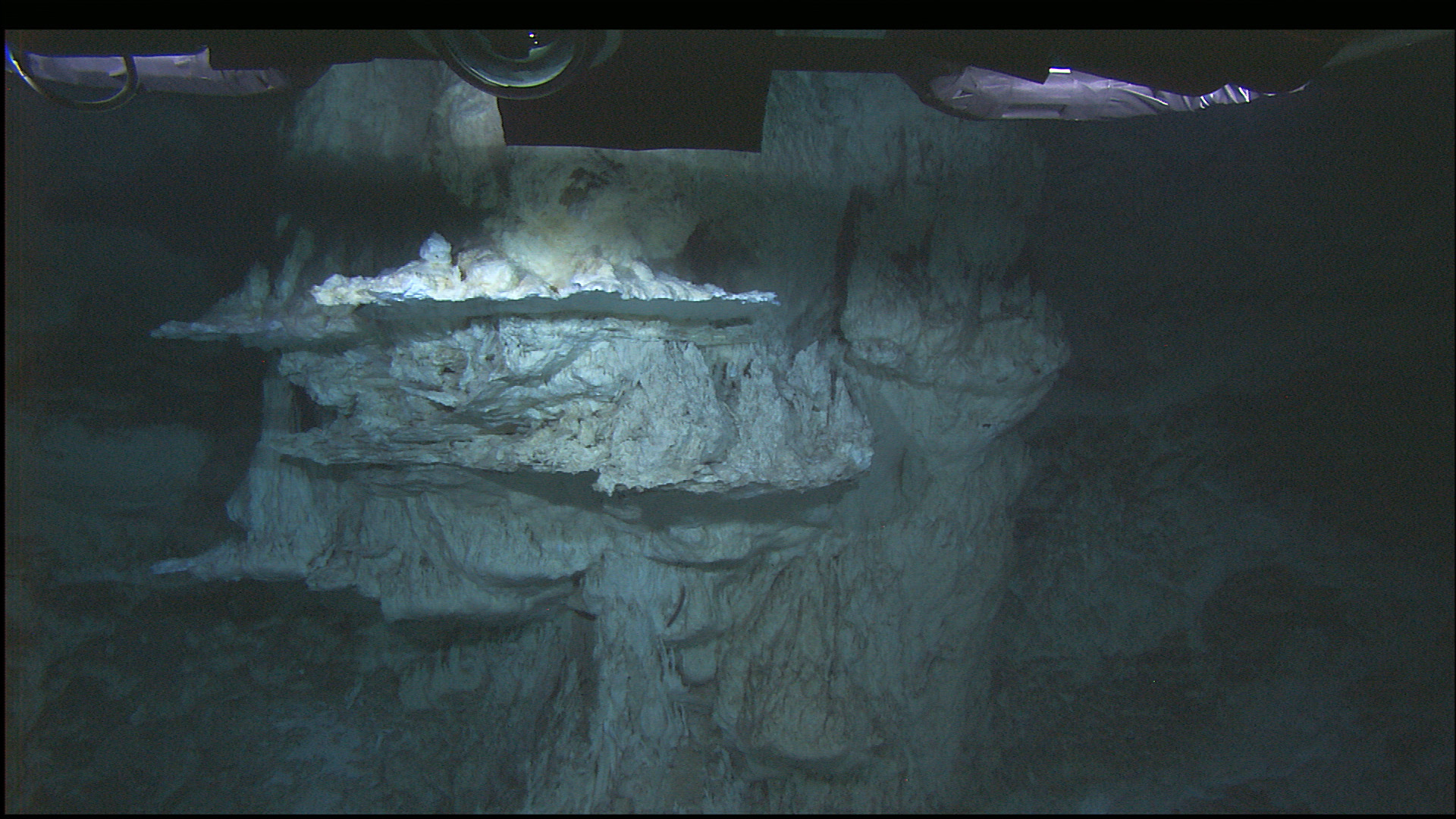
Formación calcárea en la Ciudad Perdida, fotografía tomada en la expedición del buque "Okeanos Explorer".

Ciudad Perdida o Lost City es un campo de fuentes hidrotermales en el centro del océano Atlántico que son significativamente diferentes de las conocidas fumarolas negras halladas a finales de los años 70. Los respiraderos se descubrieron en diciembre de 2000 durante una expedición de la Fundación Nacional para la Ciencia de Estados Unidos al Atlántico central. Una segunda expedición organizada en 2003 usó el DSV Alvin para explorar tales surgimientos. Los detalles de la química y biología del campo hidrotermal de Lost City fueron publicados en marzo de 2005.
Estas formaciones se localizan en la montaña submarina Atlantis Massif, donde las reacciones entre el agua marina y la peridotita del manto superior producen fluidos ricos en metano e hidrógeno que son altamente alcalinos (pH de 9 a 11) con temperaturas que van desde < 40° a 90° celsius. Hay un campo de unas 30 chimeneas compuestas por carbonato de calcio de 30 a 60 metros de altura, con algunas chimeneas menores. 
Los respiraderos de la Ciudad Perdida liberan metano e hidrógeno en el agua circundante; no producen cantidades significativas de dióxido de carbono, sulfuro de hidrógeno o metales, que son los principales productos de las fumarolas negras volcánicas. La temperatura y pH del agua cercana a los dos tipos de fuentes hidrotermales también es significativamente diferente. Los datos isotópicos del carbono, oxígeno y estroncio y las edades medidas por radiocarbono dan fe de al menos 30 000 años de actividad hidrotermal dirigida por las reacciones de serpentinización que tienen lugar en Lost City, haciendo que la antigüedad de Lost City sea mayor que las fumarolas negras más antiguas conocidas por un factor de al menos dos órdenes de magnitud. De acuerdo con esto Lost City y las fumarolas negras soportan formas de vida enormemente diferentes. 
La Ciudad Perdida mantiene varios invertebrados pequeños asociados con las estructuras carbonatadas, como caracoles, bivalvos, poliquetos, anfípodos y ostrácodos. Varios microorganismos viven en el interior y en las cercanías de los surgimientos. las arqueas del grupo Methanosarcina viven en el interior de las surgencias y oxidan metano; también viven bacterias relacionadas con Bacillota en su interior. En el exterior de los mismos, las arqueas incluidas las recientemente descritas ANME-1 y bacterias, incluidas las proteobacterias oxidan metano, azufre e hidrógeno como fuente primaria de energía. Los respiraderos de Lost City carecen de la gran cantidad de biomasa de los organismos quimiosintéticos que son típicas de las zonas de fumarolas negras. 
La Ciudad Perdida proporciona a los geólogos, químicos y biólogos un ecosistema operativo para el estudio de la vida y otros procesos a expensas del metano y el hidrógeno. 
Lost City fue destacada en el documental tridimensional de IMAX producido por Disney Aliens of the Deep, dirigida por James Cameron y Steven Quale.